# Svedtjärnen, Hälsingland
Svedtjärnen är en sjö i Hudiksvalls kommun i Hälsingland och ingår i Nianån-Norralaåns kustområde. Sjön har en area på 0,0654 kvadratkilometer och ligger 17,3 meter över havet.

## Delavrinningsområde
Svedtjärnen ingår i det delavrinningsområde (682520-156348) som SMHI kallar för Mynnar i Enångersån. Medelhöjden är 37 meter över havet och ytan är 2,81 kvadratkilometer. Det finns inga avrinningsområden uppströms utan avrinningsområdet är högsta punkten. Vattendraget som avvattnar avrinningsområdet har biflödesordning 2, vilket innebär att vattnet flödar genom totalt 2 vattendrag innan det når havet efter 2,1 kilometer. Avrinningsområdet består mestadels av skog (53 procent) och jordbruk (18 procent). Avrinningsområdet har 0,21 kvadratkilometer vattenytor vilket ger det en sjöprocent på 7,3 procent. Bebyggelsen i området täcker en yta av 0,19 kvadratkilometer eller 7 procent av avrinningsområdet.